# Plexippos (Sohn des Aigyptos)
Plexippos (altgriechisch Πληξίππος Plēxíppos, lateinisch Plexippus) ist in der griechischen Mythologie der Name zweier Söhne des Aigyptos, des Zwillingsbruders von Danaos, die daher zu den Aigyptiaden zählen. 
Laut der schlecht überlieferten, unvollständigen Liste mit 47 von 50 Söhnen in den Fabulae des Hyginus Mythographus wurden sie von ihren Gemahlinnen, den Danaiden Pyrantis und Amphicomone, in der Hochzeitsnacht getötet.